# 독일 여자 축구 국가대표팀
독일 여자 축구 국가대표팀(독일어: Deutsche Fußballnationalmannschaft der Frauen 도이체 푸스발 나치오날 만샤프트 데르 프라우엔[*])은 독일을 대표하는 여자 축구 국가대표팀으로 독일 축구 협회에서 운영하고 있다. 미국과 함께 여자 축구 세계 최강으로 손꼽히는 팀으로 1982년 11월 10일 스위스와의 국제 경기 데뷔전에서 5-1의 대승을 거두었다.

## 개요
FIFA 여자 월드컵에서 최초로 2연패(連覇)를 달성한 나라이기도 하며 지금까지 FIFA 남자 월드컵과 FIFA 여자 월드컵 그리고 UEFA 유럽 남자 축구 선수권 대회와 UEFA 유럽 여자 축구 선수권 대회에서 모두 우승컵을 들어올린 나라이기도 하다.

## 국제 대회 경력

### FIFA 여자 월드컵
1991년 대회를 시작으로 2023년 대회까지 9번의 대회 본선에 모두 출전하여 이 중 2003년과 2007년 대회에서 2회 연속 정상에 올랐고 이에 앞선 1995년 대회에서는 준우승을 차지하는 등 이전 8번의 대회에서 단 한번의 조별리그 탈락 없이 꾸준히 8강 이상의 성적을 기록했지만 2023년 대회에서는 1승 1무 1패·조 3위에 머무르며 사상 처음으로 조별리그 탈락의 고배를 마셨다.

### UEFA 유럽 여자 축구 선수권 대회
1989년 UEFA 유럽 여자 축구 선수권 대회에 처음으로 모습을 드러낸 이후 2017년 대회까지 10회 연속 여자 유로 대회 본선에 출전하여 이 가운데 무려 8번의 대회에서 우승컵을 들어올리며 이 대회의 최다 우승국 타이틀을 보유하고 있다.

### 하계 올림픽
올림픽 축구 본선에는 5번 출전하여 이 중 2016년 대회에서 사상 처음으로 올림픽 금메달을 목에 걸었고 이전 3번의 대회(2000년, 2004년, 2008년)에서는 동메달을 목에 거는 등 무려 4번의 대회에서 메달 획득에 성공했다.

## 기타 국제 대회 경력
알가르브컵에는 12번 출전하여 이 중 6번의 대회에서 3번의 우승(2006년, 2012년, 2014년)과 3번의 준우승(2005년, 2010년, 2013년)을 차지하는 등 8위에 머물렀던 2007년을 제외하고 무려 10번의 대회에서 4위 이상의 성과를 거두었다.

## 성적

### FIFA 여자 월드컵
| FIFA 여자 월드컵 기록 | FIFA 여자 월드컵 기록 | FIFA 여자 월드컵 기록 | FIFA 여자 월드컵 기록 | FIFA 여자 월드컵 기록 | FIFA 여자 월드컵 기록 | FIFA 여자 월드컵 기록 | FIFA 여자 월드컵 기록 |                         | 지역 예선 기록          | 지역 예선 기록          | 지역 예선 기록          | 지역 예선 기록          | 지역 예선 기록          | 지역 예선 기록 |
| 년도                  | 결과                  | 전                    | 승                    | 무                    | 패                    | 득                    | 실                    | 전                      | 승                      | 무                      | 패                      | 득                      | 실                      |                |
| 1991                  | 4위                   | 6                     | 4                     | 0                     | 2                     | 13                    | 10                    | UEFA 여자 유로 1991     | UEFA 여자 유로 1991     | UEFA 여자 유로 1991     | UEFA 여자 유로 1991     | UEFA 여자 유로 1991     | UEFA 여자 유로 1991     |                |
| 1995                  | 준우승                | 6                     | 4                     | 0                     | 2                     | 13                    | 6                     | UEFA 여자 유로 1995     | UEFA 여자 유로 1995     | UEFA 여자 유로 1995     | UEFA 여자 유로 1995     | UEFA 여자 유로 1995     | UEFA 여자 유로 1995     |                |
| 1999                  | 8강                   | 4                     | 1                     | 2                     | 1                     | 12                    | 7                     | 8                       | 5                       | 1                       | 2                       | 15                      | 6                       |                |
| 2003                  | 우승                  | 6                     | 6                     | 0                     | 0                     | 25                    | 4                     | 6                       | 6                       | 0                       | 0                       | 30                      | 1                       |                |
| 2007                  | 우승                  | 6                     | 5                     | 1                     | 0                     | 21                    | 0                     | 8                       | 8                       | 0                       | 0                       | 31                      | 3                       |                |
| 2011                  | 8강                   | 4                     | 3                     | 0                     | 1                     | 7                     | 4                     | 개최국으로 자동본선진출 | 개최국으로 자동본선진출 | 개최국으로 자동본선진출 | 개최국으로 자동본선진출 | 개최국으로 자동본선진출 | 개최국으로 자동본선진출 |                |
| 2015                  | 4위                   | 7                     | 3                     | 2                     | 2                     | 20                    | 6                     | 10                      | 10                      | 0                       | 0                       | 62                      | 4                       |                |
| 2019                  | 8강                   | 5                     | 4                     | 0                     | 1                     | 10                    | 2                     | 8                       | 7                       | 0                       | 1                       | 38                      | 3                       |                |
| 2023                  | 조별 리그             | 3                     | 1                     | 1                     | 1                     | 8                     | 3                     | 10                      | 9                       | 0                       | 1                       | 47                      | 5                       |                |
| 2027                  |                       |                       |                       |                       |                       |                       |                       |                         |                         |                         |                         |                         |                         |                |
| Total                 | 9/9                   | 47                    | 31                    | 6                     | 10                    | 129                   | 42                    | 50                      | 45                      | 1*                      | 4                       | 223                     | 20                      |                |

*Denotes draws including knockout matches decided on penalty kicks.
**Gold background colour indicates that the tournament was won.
***Red border color indicates tournament was held on home soil.

### 올림픽
- 1996년: 조별 리그
- 2000년: 3위
- 2004년: 3위
- 2008년: 3위
- 2012년: 진출 실패
- 2016년: 우승
- 2020년: 진출 실패
- 2024년: 3위

### UEFA 유럽 여자 축구 선수권 대회
서독
- 1984년~1987년: 진출 실패
- 1989년: 우승

독일
- 1991년: 우승
- 1993년: 4위
- 1995년: 우승
- 1997년: 우승
- 2001년: 우승
- 2005년: 우승
- 2009년: 우승
- 2013년: 우승
- 2017년: 8강
- 2022년: 준우승

## 역대 감독
| 감독                      | 임기        |
| ------------------------- | ----------- |
| 슈테피 존스               | 2016 ~ 2018 |
| 호르스트 흐루베슈         | 2018        |
| 마르티나 포스테클렌부르크 | 2019 ~ 2023 |
| 호르스트 흐루베슈(대행)   | 2023 ~ 2024 |

## 같이 보기
- 독일 축구 국가대표팀